# The Concert for New York City
The Concert for New York City byl benefiční koncert, který se odehrál 20. října 2001 v Madison Square Garden v New Yorku jako reakce na teroristické útoky 11. září 2001. Kromě vystoupení pro charitu byl koncert pokusem poctít členy New York City Fire Department a New York City Police Department, kteří na místě zasahovali, jejich rodiny, všechny, kteří při útocích zemřeli, a ty, kteří pomáhali se záchrannými akcemi.
Koncert by organizován Paulem McCartneym. Vystoupilo na něm mnoho hudebních hvězd, například The Who, Mick Jagger a Keith Richards, David Bowie, Elton John, Eric Clapton, Bon Jovi, John Mellencamp a Kid Rock, Jay-Z, Destiny's Child, Backstreet Boys, James Taylor, Billy Joel, Melissa Etheridge, Five for Fighting nebo Goo Goo Dolls.